# Jugorje (Novo Mesto, Slovenija)
Jugorje je naselje u slovenskoj Općini Novom Mestu. Jugorje se nalazi u pokrajini Dolenjskoj i statističkoj regiji Jugoistočnoj Sloveniji. 

## Stanovništvo
Prema popisu stanovništva iz 2002. godine naselje je imalo 68 stanovnika.